# Palau Capmany
El Palau Capmany és un edifici situat al carrer de la Rosa, 3-5 de Tortosa (Baix Ebre), catalogat protegit com a bé cultural d'interès local.

## Història
Al segle xvii el palau pertanyia a la família Oliver, i a mitjan segle xix va passar a ser  a mans de Pilar d'Altarriba i d'Azcón (1788-1872), comtessa de Vallcabra, filla de Maria Antònia d'Azcon i de Magarola que el va donar al seu fill Ramon de Sabater i d'Altarriba, marquès de Capmany.
Deixà de ser dels marquesos en acabar el segle, i aleshores van establir-s'hi comerços i un cinema. Posteriorment va ser la seu del casino Centro Dertosense i del Liceu de Tortosa (1895). El 1898 es va fer al saló principal la reproducció del Pati dels Lleons de l'Alhambra de Granada. El 1967 fou adquirit i restaurat per Josep Celma.
Fins no fa gaires anys, als baixos va haver-hi la Farmàcia Vergés, fundada el 1894 per l'avi del poeta i assagista Gerard Vergés i Príncep, que va néixer a l'últim pis del palau el 7 de març del 1931.

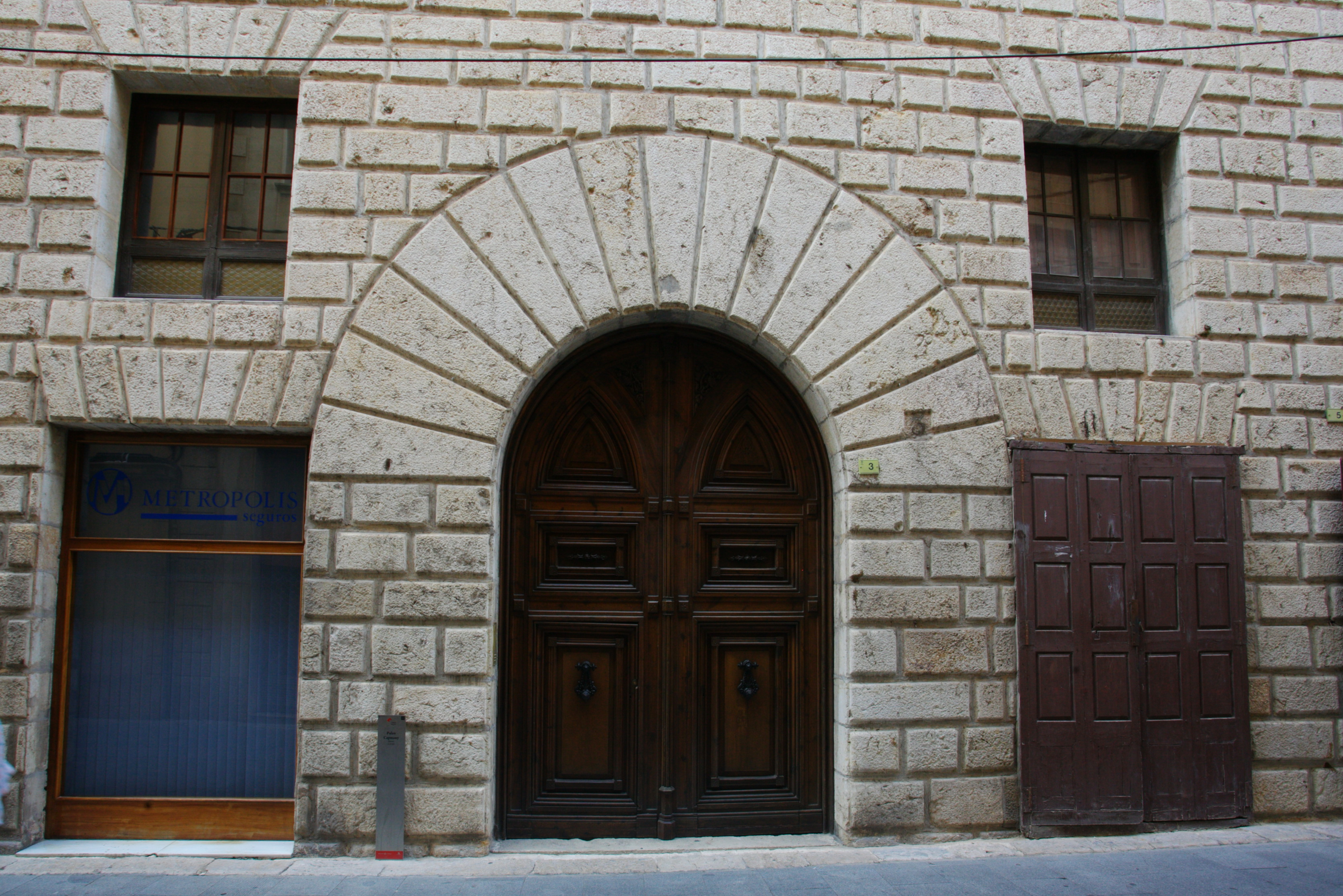
Detall dels baixos de la façana del carrer de la Rosa, amb el portal d'arc de mig punt adovellat

## Descripció
La façana principal, possiblement de la darreria del segle xvii, es troba al carrer de la Rosa i la posterior, refeta a fins del segle xix, al de la Ciutat. S'organitza al voltant d'un pati central al qual s'obren diferents finestres i balcons, i que té el sòcol inferior del mur amb una banda de rajola vidriada que representa temes geomètrics i florals. Està separat del carrer per un ample vestíbul obert, determinat per un arc carpanell de pedra. A nivell del pis principal, destaca al mur est del pati, una ampla tribuna de fusta amb sectors treballats amb ornaments de talla d'inspiració modernista.
La façana és de carreus encoixinats, excepte al sector superior, arrebossat. A la planta presenta la porta principal d'accés, d'arc de mig punt adovellat, i portes laterals allindanades corresponents a comerços. Els dos pisos superiors s'obren mitjançant finestres rectangulars, mentre que el sector de les golfes és ocupat per una petita galeria de finestres de mig punt amb tram de separació simulant pilars. El ràfec és de fusta i bastant pronunciat. Les mènsules que el sostenen i els plafons intermedis presenten treball de talla amb la representació de motius vegetals i florals.